# Madelynn Gorman-Shore
Madelynn Gorman-Shore, född 9 januari 1999 i Denver, är en amerikansk taekwondoutövare.

## Karriär
I juni 2016 tog Gorman-Shore brons i 73 kg-klassen vid panamerikanska mästerskapen i Querétaro. I juli 2018 tog hon återigen brons i 73 kg-klassen vid panamerikanska mästerskapen i Spokane. I december 2018 tog Gorman-Shore silver i +67 kg-klassen vid Grand Slam i Wuxi efter en finalförlust mot brittiska Bianca Walkden. I juli 2019 tog hon brons i +67 kg-klassen vid panamerikanska spelen i Lima.
I juni 2021 tog Gorman-Shore guld i 73 kg-klassen vid panamerikanska mästerskapen i Cancún efter att ha besegrat mexikanska María Espinoza i finalen. I maj 2022 tog hon återigen guld i 73 kg-klassen vid panamerikanska mästerskapen i Punta Cana efter att ha besegrat brasilianska Raphaella Galacho i finalen.
I oktober 2023 tog Gorman-Shore guld i +67 kg-klassen vid panamerikanska spelen i Santiago efter att ha besegrat colombianska Gloria Mosquera i finalen.